# Gone (NSYNC)
Gone è un singolo della boy band statunitense NSYNC, pubblicato il 21 agosto 2001 come secondo estratto dal loro quinto album Celebrity.

## Tracce
CD Maxi
1. Gone (Radio Edit) – 4:22
2. Gone (Spanish) (Radio Edit) – 4:22
3. Gone (Album Version) – 4:51
4. I'll Be Good For You – 3:56

## Classifiche
| Classifica (2001) | Posizione massima |
| ----------------- | ----------------- |
| Belgio (Fiandre)  | 67                |
| Germania          | 62                |
| Irlanda           | 40                |
| Regno Unito       | 24                |
| Stati Uniti       | 11                |
| Svezia            | 43                |
| Svizzera          | 85                |